# آن‌سوی ابرها
آن‌سوی ابرها فیلمی به نویسندگی و کارگردانی مجید مجیدی در سینمای هند است ستارگان فیلم، ایشان خاطر، برادر جوانتر بازیگر بالیوود شاهد کاپور، و مالاویکا موهانان در نقش اصلی است. موسیقی فیلم را ای. آر. رحمان ساخته‌است. این فیلم در ستایش عشق و زندگی و تنوع روابط انسانی است. خبر ساخت فیلم را نخستین‌بار را ای.آر. رحمان در ۱۰ فوریه ۲۰۱۷ در فیس‌بوک خود منتشر کرد. این فیلم به سه زبان از جمله زبان تامیلی ساخته شده‌است. این فیلم همچنین به فارسی دوبله شده‌است.

## بازیگران
- ایشان خاطر
- مالاویکا موهانان
- تانیشتا چاتراجی
- شارادا
- چاتراجه
- امروتا سانتوش
- گوتام گوس

## عوامل
- مدیر تدوین صدا: محمدرضا دلپاک
- طراح صدا: شاجت
- تدوین: حسن حسن‌دوست
- فیلمبردار:آنیل مهتا
- موسیقی:ای. آر. رحمان
- دستیار اول کارگردان:محمد عسگری
- مدیر دوبلاژ: ژرژ پطروسی
- دوبلور نقش امیر (ایشان خاطر): بهروز علیمحمدی